# Ținutul Herson
Ținutul Herson (în rusă Херсонский уезд, în ucraineană Херсонський повіт) a fost o unitate administrativ-teritorială (uezd) din gubernia Herson a Imperiului Rus, constituită în 1776. Centrul administrativ al ținutului a fost orașul Herson. Populația ținutului era de 587.804 locuitori (în 1897).

## Istorie
În cadrul Imperiului Rus, ținutul a fost afiliat la următoarele unități administrative:
- 1776–1783 în componența guberniei Novorossia;
- 1783–1795 — viceregatul Ekaterinoslav;
- 1795–1796 — viceregatul Voznesensk;
- 1796–1802 — gubernia Novorossia;
- 1802–1803 — gubernia Nikolaev;
- 1803–1920 — gubernia Herson;
- 1920–1923 — gubernia Odesa.

## Geografie
Ținutul Herson ocupa o suprafață de 19.100 km² (20.375 de verste). În nord se învecina cu ținuturile Elisavetgrad și Aleksandria și gubernia Ekaterinoslav, în est și sud-est cu gubernia Taurida, în sud ajungea la Marea Neagră, iar în vest se mărginea cu ținutul Odesa din aceeași gubernie.

## Populație
La recensământul populației din 1897, populația ținutului, inclusiv centrul administrativ – Herson (pop. 59.076), era de 587.804 de locuitori, dintre care:
| Grup etnic           | Populație | % Procentaj |
| -------------------- | --------- | ----------- |
| Maloruși (ucraineni) | 323.627   | 55,1%       |
| Velicoruși (ruși)    | 144.623   | 24,6%       |
| Evrei                | 69.674    | 11,8%       |
| Germani              | 20.290    | 3,45%       |
| Belaruși             | 12.558    | 2,1%        |
| Polonezi             | 5.152     | 0,9%        |
| Moldoveni [români]   | 4.953     | 0,8%        |
| Bulgari              | 3.575     | 0,6%        |
| alții                | 3.352     |             |

## Diviziuni administrative
În anul 1913, Ținutul Herson cuprindea 37 de voloste (ocoale).